# Takamangai waenga
Takamangai waenga är en rundmaskart som beskrevs av Yeates 1967. Takamangai waenga ingår i släktet Takamangai och familjen Aporcelaimidae. Inga underarter finns listade i Catalogue of Life.